# Elecciones municipales de Maynas de 2014
Las elecciones municipales de Maynas de 2014 se llevaron a cabo el 5 de octubre de 2014 para elegir al alcalde y al Concejo Provincial de Maynas para el periodo 2015-2018. La elección se celebró simultáneamente con elecciones regionales y municipales (provinciales y distritales) en todo el Perú.

## Sistema electoral
La Municipalidad Provincial de Maynas es el órgano administrativo y de gobierno de la provincia de Maynas. Está compuesta por el alcalde y el Concejo Provincial.
La votación del alcalde y el concejo se realiza en base al sufragio universal, que comprende a todos los ciudadanos nacionales mayores de dieciocho años, empadronados y residentes en la provincia de Maynas y en pleno goce de sus derechos políticos, así como a los ciudadanos no nacionales residentes y empadronados en la provincia de Maynas.
El Concejo Provincial de Maynas está compuesto por 15 regidores elegidos por sufragio directo para un período de cuatro (4) años, en forma conjunta con la elección del alcalde (quien lo preside). La votación es por lista cerrada y bloqueada. Se asigna a la lista ganadora los escaños según el método d'Hondt o la mitad más uno, lo que más le favorezca.

## Composición del Concejo Provincial de Maynas
La siguiente tabla muestra la composición del Concejo Provincial de Maynas antes de las elecciones.
| Partidos | Partidos                                      | Regidores |
| -------- | --------------------------------------------- | --------- |
|          | Movimiento Independiente Integración Loretana | 8         |
|          | Fuerza Loretana                               | 3         |
|          | Movimiento Esperanza Región Amazónica         | 2         |

## Partidos y candidatos
A continuación se muestra una lista de los principales partidos y alianzas electorales que participaron en las elecciones:
| Candidatura | Candidatura | Partidos y alianzas                                                             | Candidatos | Candidatos                  | Ideología                                                          | Resultado previo | Resultado previo | Ref. |
| Candidatura | Candidatura | Partidos y alianzas                                                             | Candidatos | Candidatos                  | Ideología                                                          | Votos (%)        | Reg.             | Ref. |
| ----------- | ----------- | ------------------------------------------------------------------------------- | ---------- | --------------------------- | ------------------------------------------------------------------ | ---------------- | ---------------- | ---- |
|             | MIL         | Lista - Movimiento Integración Loretana (MIL)                                   |            | Adela Jiménez Mera          | Regionalismo loretano                                              | 28.82%           | 8                |      |
|             | FL          | Lista - Fuerza Loretana (FL)                                                    |            | José Vargas Fernández       | Regionalismo loretano                                              | 25.01%           | 3                |      |
|             | MERA        | Lista - Movimiento Esperanza Región Amazónica (MERA)                            |            | Manuel Noriega Tello        | Regionalismo loretano                                              | 16.55%           | 2                |      |
|             | Mi Loreto   | Lista - Movimiento Independiente Loreto - Mi Loreto (Mi Loreto)                 |            | Juan del Águila Cárdenas    | Regionalismo loretano                                              | 8.20%            | 0                |      |
|             | UNIPOL      | Lista - Movimiento Político Regional UNIPOL (UNIPOL)                            |            | Luis Abecasis Mori          | Regionalismo loretano                                              | 5.96%            | 0                |      |
|             | AP          | Lista - Acción Popular (AP)                                                     |            | Jorge López Vinatea         | Partido atrapalotodo                                               | 3.87%            | 0                |      |
|             | APP         | Lista - Alianza para el Progreso (APP)                                          |            | Carmen Núñez Rengifo        | Liberalismo económico Conservadurismo liberal Populismo de derecha | 0.60%            | 0                |      |
|             | PPC         | Lista - Partido Popular Cristiano (PPC)                                         |            | Belarmino Vela Paredes      | Democracia cristiana Conservadurismo social Liberalismo económico  | Nuevo            | Nuevo            |      |
|             | SP          | Lista - Somos Perú (SP)                                                         |            | Sergio Donayre Ramírez      | Democracia cristiana Conservadurismo social                        | Nuevo            | Nuevo            |      |
|             | MOTOR       | Lista - Movimiento Político Independiente Regional Motor del Desarrollo (MOTOR) |            | Charles Zevallos Eyzaguirre | Regionalismo loretano                                              | Nuevo            | Nuevo            |      |
|             | MIRA        | Lista - Movimiento Independiente Regionalista Amazónico Loreto (MIRA)           |            | Jorge Monasí Franco         | Regionalismo loretano                                              | Nuevo            | Nuevo            |      |

## Sondeos de opinión
Las siguientes tablas enumeran las estimaciones de la intención de voto en orden cronológico inverso, mostrando las más recientes primero y utilizando las fechas en las que se realizó el trabajo de campo de la encuesta. Cuando se desconocen las fechas del trabajo de campo, se proporciona la fecha de publicación.
Leyenda:
     Sondeo realizado en el periodo de prohibición legal de la difusión de sondeos de intención de voto.

### Intención de voto
La siguiente tabla enumera las estimaciones ponderadas (sin incluir votos en blanco y nulos) de la intención de voto.
|                                |            |   |      |      |      |     |     |      |  |  |  |  |  |
| Elecciones municipales de 2014 | 5 oct 2014 | — | 40.2 | 22.1 | 16.6 | 9.0 | 4.0 | 18.1 |  |  |  |  |  |
|                                |            |   |      |      |      |     |     |      |  |  |  |  |  |
| Ipsos Perú/América             | 5 oct 2014 | ? | 40.6 | 18.3 | 16.7 | –   | –   | 22.3 |  |  |  |  |  |

## Resultados

### Sumario general
| |                                                                         |              |              |              |           |           |  |  |
| Partidos y coaliciones | Partidos y coaliciones                                                  | Voto popular | Voto popular | Voto popular | Regidores | Regidores |  |  |
| Partidos y coaliciones | Partidos y coaliciones                                                  | Votos        | %            | ±pp          | Total     | +/−       |  |  |
| | Movimiento Integración Loretana (MIL)1                                  | 96,246       | 40.22        | +11.40       | 9         | +1        |  |  |
| | Movimiento Independiente Regionalista Amazónico Loreto (MIRA)           | 52,857       | 22.09        | Nuevo        | 3         | +3        |  |  |
| | Fuerza Loretana (FL)                                                    | 39,800       | 16.63        | –8.38        | 2         | –1        |  |  |
| | Movimiento Independiente Loreto - Mi Loreto (Mi Loreto)                 | 21,532       | 9.00         | +0.80        | 1         | +1        |  |  |
| | Acción Popular (AP)                                                     | 9,558        | 3.99         | +0.12        | 0         | ±0        |  |  |
| | Movimiento Esperanza Región Amazónica (MERA)                            | 8,377        | 3.50         | –13.05       | 0         | –2        |  |  |
| | Movimiento Político Independiente Regional Motor del Desarrollo (MOTOR) | 3,901        | 1.63         | n/a          | 0         | ±0        |  |  |
| | Alianza para el Progreso (APP)                                          | 3,295        | 1.38         | +0.78        | 0         | ±0        |  |  |
| | Partido Popular Cristiano (PPC)                                         | 1,535        | 0.64         | n/a          | 0         | ±0        |  |  |
| | Movimiento Político Regional UNIPOL (UNIPOL)                            | 1,214        | 0.51         | –5.45        | 0         | ±0        |  |  |
| | Somos Perú (SP)                                                         | 973          | 0.41         | n/a          | 0         | ±0        |  |  |
| |                                                                         |              |              |              |           |           |  |  |
| Total | Total                                                                   | 239,288      |              |              | 15        | +2        |  |  |
| |                                                                         |              |              |              |           |           |  |  |
| Votos válidos | Votos válidos                                                           | 239,288      | 89.17        | +6.61        |           |           |  |  |
| Votos en blanco | Votos en blanco                                                         | 11,291       | 4.21         | –3.88        |           |           |  |  |
| Votos nulos | Votos nulos                                                             | 17,758       | 6.62         | –2.73        |           |           |  |  |
| Votos emitidos | Votos emitidos                                                          | 268,337      | 76.03        | –4.96        |           |           |  |  |
| Abstenciones | Abstenciones                                                            | 84,606       | 23.97        | +4.96        |           |           |  |  |
| Votantes registrados | Votantes registrados                                                    | 352,943      |              |              |           |           |  |  |
| |                                                                         |              |              |              |           |           |  |  |
| Fuente: |                                                                         |              |              |              |           |           |  |  |
| Notas al pie: 1 Comparado con los resultados de Movimiento Independiente Integración Loretana (MIL) en las elecciones de 2010. |                                                                         |              |              |              |           |           |  |  |
| Notas al pie: |                                                                         |              |              |              |           |           |  |  |
| 1 Comparado con los resultados de Movimiento Independiente Integración Loretana (MIL) en las elecciones de 2010.               |                                                                         |              |              |              |           |           |  |  |

## Elecciones municipales distritales

### Resultados por distrito
La siguiente tabla enumera el control de los distritos de la provincia de Maynas. El cambio de mando de una organización política se resalta del color de ese partido.
| Distrito                | Alcalde(sa) titular        | Partido político | Partido político                | Alcalde(sa) electo(a)      | Partido político | Partido político                |
| ----------------------- | -------------------------- | ---------------- | ------------------------------- | -------------------------- | ---------------- | ------------------------------- |
| Alto Nanay              | Felice Cosentino Altamore  |                  | Fuerza Loretana                 | Juan Gaviria Piña          |                  | Movimiento Integración Loretana |
| Belén                   | Hermógenes Flores Gómez    |                  | Motor del Desarrollo            | Richard Vásquez Salazar    |                  | Movimiento Integración Loretana |
| Fernando Lores          | Stevenson Pizango Arévalo  |                  | Acción Popular                  | Josué Vásquez Rengifo      |                  | Movimiento Integración Loretana |
| Indiana                 | Janet Reátegui Rivadeneyra |                  | Movimiento Independiente Loreto | Janet Reátegui Rivadeneyra |                  | Movimiento Independiente Loreto |
| Las Amazonas            | Aldo Paino Inuma           |                  | Fuerza Loretana                 | Aldo Paino Inuma           |                  | Fuerza Loretana                 |
| Mazán                   | Edward Reátegui Salas      |                  | Frente Independiente de Loreto  | Edward Reátegui Salas      |                  | Fuerza Loretana                 |
| Napo                    | Manolo Piñan Valerio       |                  | Movimiento Independiente Loreto | Alfonso Guevara Chota      |                  | Movimiento Independiente Loreto |
| Punchana                | Juan Cardama Guerra        |                  | Fuerza Loretana                 | Euler Hernández Arévalo    |                  | Movimiento Integración Loretana |
| Putumayo                | Segundo Julca Ramos        |                  | Movimiento Independiente Loreto | John Sinti Acosta          |                  | Acción Popular                  |
| San Juan Bautista       | Francisco Sanjurjo Dávila  |                  | Integración Loretana            | Francisco Sanjurjo Dávila  |                  | Movimiento Integración Loretana |
| Teniente Manuel Clavero | Juan Flores Pérez          |                  | Vamos Loreto                    | Luis Calderón Aspajo       |                  | Fuerza Loretana                 |
| Torres Causana          | Gabriel Ashanga Jota       |                  | Fuerza Loretana                 | José Pérez Navarro         |                  | Regionalista Amazónico Loreto   |